# Acanthepedanus armatus
Acanthepedanus armatus – gatunek kosarza z podrzędu Laniatores i rodziny Epedanidae. Jedyny znany przedstawiciel monotypowego rodzaju Acanthepedanus

## Występowanie
Gatunek jest endemiczny dla Sumatry.